# تقييم الدورة
تقييم الدورة هو استبيان ورقي أو إلكتروني، والذي يتطلب إجابة مكتوبة أو مختارة على سلسلة من الأسئلة من أجل تقييم التدريس في دورة معينة. قد يشير المصطلح أيضًا إلى نموذج المسح المكتمل أو ملخص الردود على الاستبيانات.